# Break the Spell
Break the Spell es el tercer álbum de estudio de la banda estadounidense Daughtry. lanzado el 21 de noviembre de 2011 por RCA Records. Es un seguimiento de su álbum de platino de Leave This Town en el año 2009. El 15 de diciembre, el álbum fue certificado oficialmente Oro. 

## Antecedentes
Según Chris, el álbum es "más optimista y positiva líricamente" y también declaró que el álbum suena "nada como los dos anteriores". Chris escribió todas las canciones con los guitarristas de la banda Josh Steely y Brian Craddock, el bajista Josh Paul, y colaboró con Martí Frederiksen, Busbee y Brett James. El álbum fue producido por Howard Benson, quien también produjo sus dos álbumes anteriores.
Antes del lanzamiento del álbum, en el mes de noviembre, las pistas  "Renegade", "Louder Than Ever" y "Outta My Head" fueron utilizados por ESPN durante algunas de sus emisiones de programación. 
Sitio web oficial de Daughtry hizo una fiesta de la escucha de romper el hechizo.

## Sencillos
- "Renegade" fue lanzado como primer sencillo de rock única y primera del álbum. Fue lanzado al rock estaciones el 27 de septiembre de 2014, y estará disponible para su descarga el 18 de octubre de 2011.

- "Crawling Back to You" fue lanzado en el primer sencillo pop del álbum, segundo en la general, el 4 de octubre de 2011. Llegó al número 6 en los EE. UU. adulto Top 40 gráfico.

- "Outta My Head" fue lanzado como el tercer sencillo del álbum.

- "Start of Something Good" fue lanzado como el cuarto y último sencillo de Break the Spell.

## Lista de canciones
La lista de canciones fue anunciado el 6 de octubre a través del sitio oficial de Daughtry.

Todas las letras escritas por Chris Daughtry.
| N.º | Título                    | Música                                    | Duración |  |
| 1.  | «Renegade»                | Daughtry, Josh Paul                       | 3:35     |  |
| 2.  | «Crawling Back to You»    | Daughtry, Marti Frederiksen               | 3:45     |  |
| 3.  | «Outta My Head»           | Daughtry, Frederiksen                     | 3:31     |  |
| 4.  | «Start of Something Good» | Daughtry, Brett James                     | 4:24     |  |
| 5.  | «Crazy»                   | Daughtry, Elvio Fernandes, Greg Wiktorski | 3:24     |  |
| 6.  | «Break the Spell»         | Daughtry, Dave Bassett                    | 3:32     |  |
| 7.  | «We're Not Gonna Fall»    | Daughtry, busbee, Zac Maloy               | 3:19     |  |
| 8.  | «Gone Too Soon»           | Daughtry, busbee                          | 3:36     |  |
| 9.  | «Losing My Mind»          | Daughtry, busbee                          | 3:48     |  |
| 10. | «Rescue Me»               | Daughtry, Josh Steely                     | 3:22     |  |
| 11. | «Louder Than Ever»        | Daughtry, James                           | 3:37     |  |
| 12. | «Spaceship»               | Daughtry, Brian Craddock                  | 3:51     |  |

Deluxe Edition
| Deluxe edition bonus tracks |                            |                                  |          |  |
| N.º                         | Título                     | Música                           | Duración |  |
| 13.                         | «Who's They»               | Daughtry                         | 3:11     |  |
| 14.                         | «Maybe We're Already Gone» | Daughtry, Steely, Craddock, Paul | 4:21     |  |
| 15.                         | «Everything But Me»        | Daughtry, Steely, Craddock, Paul | 4:28     |  |
| 16.                         | «Lullaby»                  | Daughtry                         | 2:25     |  |

Japanese Bonus Tracks
| Japan edition bonus tracks |                            |                                  |          |  |
| N.º                        | Título                     | Música                           | Duración |  |
| 13.                        | «Who's They»               | Daughtry                         | 3:11     |  |
| 14.                        | «Maybe We're Already Gone» | Daughtry, Steely, Craddock, Paul | 4:21     |  |
| 15.                        | «Everything But Me»        | Daughtry, Steely, Craddock, Paul | 4:28     |  |
| 16.                        | «Lullaby»                  | Daughtry                         | 2:25     |  |
| 17.                        | «Never Die»                | Daughtry                         | 3:26     |  |

## Posiciones

### Ránquines semanales
| Chart (2011)                       | Peak posición |
| ---------------------------------- | ------------- |
| Australia (ARIA)                   | 32            |
| Austria (Ö3 Austria)               | 39            |
| Canadá (Billboard Canadian Albums) | 13            |
| Alemania (Media Control Charts)    | 27            |
| Japón (Oricon)                     | 53            |
| Nueva Zelanda (Recorded Music NZ)  | 18            |
| Escocia (Scottish Albums Chart)    | 57            |
| Suiza (Schweizer Hitparade)        | 19            |
| Suecia (Sverigetopplistan)         | 57            |
| Reino Unido (UK Albums Chart)      | 67            |
| Estados Unidos (Billboard 200)     | 8             |
| Estados Unidos (Top Rock Albums)   | 2             |

### Year-end charts
| Chart (2012)               | Posición |
| -------------------------- | -------- |
| US Billboard 200           | 53       |
| US Rock Albums (Billboard) | 11       |

## Personal
- Chris Daughtry - voz principal, guitarra rítmica
- Josh Steely - guitarra, coros
- Brian Craddock - guitarra rítmica, coros
- Josh Paul - bajo, coros
- Elvio Fernandes - tecladista/guitarra, coros
- Robin Diaz - tambores